# (26075) Levitsvet
(26075) Levitsvet est un astéroïde de la ceinture principale.

## Description
(26075) Levitsvet est un astéroïde de la ceinture principale. Il fut découvert le 8 août 1978 à Naoutchnyï par Nikolaï Tchernykh. Il présente une orbite caractérisée par un demi-grand axe de 2,21 UA, une excentricité de 0,20 et une inclinaison de 2,2° par rapport à l'écliptique.

## Compléments